# Pieter Steyn
Pieter Steyn (ur. 6 października 1706 w Haarlemie, zm. 5 listopada 1772 w Hadze) - polityk holenderski.
Pieter Steyn był synem burmistrza Haarlemu Adriaana Steyan i Johanny Patijn. W latach 1724–1726 studiował prawo na Uniwersytecie w Lejdzie. Piastował przez 24 lata najważniejszy urząd w prowincji Holandii: wielki pensjonariusz Holandii (18.06.1749 - 05.11.1772). Przed tym okresem był pensjonariuszem w Haarlemie. Jako WPH zreformował system podatkowy i utrzymał kraj z dala od krwawego konfliktu jakim była wojna siedmioletnia (1756–1763). Żenił się dwukrotnie. Oba związki były bezdzietne.